# Maasbrug (Venlo)
De Maasbrug Venlo in de Nederlandse Venlo, overspant de rivier de Maas en maakt deel uit van de N556. Parallel aan de brug loopt even ten noorden de Spoorbrug Venlo.
In 2007 werden op de brug vier wachters geplaatst, die door Shinkichi Tajiri zijn vervaardigd en Ronin voorstellen.
In 2013 werd aan de noordzijde voor voetgangers een trap naar de Maasboulevard geplaatst.
In 2019 vond er een ongeluk plaats, waarbij een auto door een met ijzer afgezette glazen constructie schoot.